# Association internationale du Congo
L'Association internationale du Congo (en agrégé AIC) est une association créée le 17 novembre 1879 par Léopold II, roi des Belges, à partir du Comité d'Études du Haut-Congo. L'association est dissoute en 1885 et ses structures ont été reprises par l'État indépendant du Congo.
L'association est présidée par le Colonel Maximilien Strauch. Francis Walter de Winton en est le premier administrateur-général du 22 avril 1884 au premier juillet 1885.

## Prémices

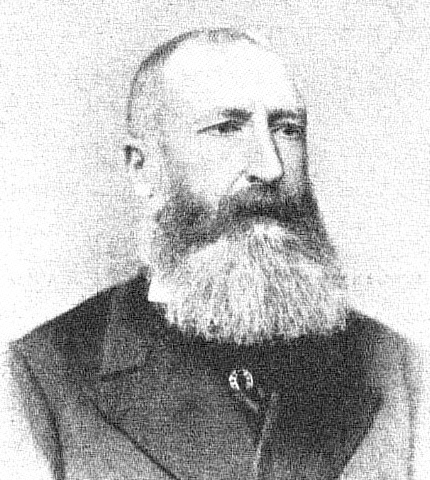
Léopold II (1835 - 1909)
fondateur de l'Association internationale du Congo

Le XIXe siècle a vu la consécration d’une volonté colonisatrice de la plupart des pays européens, dont l’Angleterre qui possède de nombreux territoires de par le monde notamment en Afrique, en Asie et dans l’océan Indien. L’Afrique passait pour une contrée mystérieuse et partiellement inexplorée et suscitait un enthousiasme particulier.
Léopold II, qui était encore à l’époque duc de Brabant, fut fortement inspiré par ce mouvement colonisateur. Il estimait que la Belgique avait besoin d’acquérir à son tour des territoires en colonies, notamment pour assurer la pérennité et le prestige de son pays, entouré des grandes puissances européennes. Dans cette optique, il remit en 1860 au Premier ministre Frère-Orban une plaque de marbre sur laquelle était gravée « Il faut à la Belgique une colonie ».
Il convoqua le 12 septembre 1876 à Bruxelles une conférence géographique internationale. L’Allemagne, la France, l’Autriche-Hongrie, l’Italie, la Grande-Bretagne, la Russie et la Belgique y étaient représentées.
Dans son discours d’ouverture, Léopold II insista sur les buts humanitaires et scientifiques. Il s’agissait d’abolir l’esclavage des populations africaines et de servir des buts civilisateurs. Le Roi des Belges dira alors qu’il s’agit d’« ouvrir à la civilisation la seule partie de notre globe où elle n'a pas encore pénétré ».
Cette conférence aboutit à la création de l’Association internationale pour l'exploration et la civilisation de l'Afrique centrale, plus communément appelée Association Internationale Africaine, qui servira principalement à l’étude du continent africain ainsi que, plus tard, à son ouverture au commerce international.
L’AIA se dota d’une Commission Internationale, présidée par le roi, d’un Comité exécutif et des Comités nationaux.
De 1877 à 1886, cinq expéditions belges furent entreprises.
Léopold II souhaite dès lors créer un État dans le bassin africain du Congo. Pour cela, il décide de faire appel à l’explorateur et journaliste Henry Morton Stanley et envoie deux délégués, le baron Jules Greindl et le général  Henry Shelton Sanford, requérir ses services. Stanley commence par refuser, espérant agir plutôt pour l’Angleterre ou les États-Unis, mais ni l’un ni l’autre ne souhaitent l’engager. Il accepte finalement la proposition de Léopold II, et les deux hommes se rencontrent pour la première fois en juin 1878. Un accord est pris : Stanley est chargé d’acquérir le Congo pour lui en passant des accords avec les chefs locaux et en achetant des terres, et Léopold fournit une part des financements et s’occupe du plan formel.
À la suite de leur seconde entrevue, le Comité d'Études du Haut-Congo est créé le 25 novembre 1878. Les buts de ce Comité sont d’ordre purement commercial. Mais au-delà de ces buts, l’idée d’un État au Congo germait déjà dans l’esprit de Léopold II.
En 1882, l’Association Internationale Africaine, qui ne s’était réunie qu’une seule fois, se fond avec le Comité d’Études du Haut-Congo  pour devenir l’Association Internationale du Congo. Les buts des deux associations se cumulent : l’A.I.C. poursuit des buts à la fois philanthropiques et commerciaux.

## Chronologie
« Le roi aurait pu dire « L’A.I.C., c’est moi » mais ce secret était une condition de son succès »: sous couvert de l'A.I.C., Léopold II a acquis une grande marge de manœuvre, ce qui a permis de servir ses intérêts sur la scène mondiale.
Le 13 octobre 1882, le secrétaire de la Société de Géographie de Lisbonne, Luciano Cordeiro adressa une lettre au colonel Maximilien Strauch ayant pour but de lui faire avouer les fins politiques de cette association. Ce qui fit comprendre au colonel qu’il devenait urgent d’occuper la région du Niari-Kwilu afin de contrer les prétentions du Portugal et de l’Angleterre. À côté de cela, le capitaine Hanssens fit signer de nombreux traités aux chefs indigènes au nom de l’A.I.C., afin d’obtenir la pleine souveraineté sur certaines régions. Sous les ordres de Stanley, il fonda des postes entre le Congo et le Haut-Niari. Stanley, pour arriver à ses fins, mettra à profit la célèbre remarque de Livingstone « Mouini Moukata, qui a voyagé plus loin que la plupart des Arabes, m’a dit : si l’on procède avec douceur et en parlant avec civilité, on peut passer sans danger chez les peuplades les plus sauvages d’Afrique »,.
En 1883, l’A.I.C., « possédait en Afrique tous les éléments indispensables à la création d’un État souverain : un territoire, une population et un gouvernement. Il ne manquait plus que la reconnaissance par les puissances de droit des gens »>. En effet, elle n’était qu’une association privée ne jouissant d’aucun patronage tant au niveau des États qu’au niveau du roi, car Léopold II n’agissait qu’au travers de personnes interposées. Le colonel Strauch posa l’idée qu’il fallait que l’Association soit reconnue par un grand État, songeant tout naturellement aux États-Unis. Le 27 novembre 1883, l'ambassadeur des États-Unis  Henry Shelton Sanford se rendit en Amérique, doté d’une lettre personnelle du roi pour le Président Chester A. Arthur. Le général laissait tout naturellement entendre que cette association était créée dans l’unique but de mettre un terme à la traite  négrière et d’instaurer le libre-échange.
Le 22 avril 1884, le traité fut conclu avec les États-Unis et dans un échange de déclarations, les mots suivant se couchèrent sur le papier : « Le Gouvernement des États-Unis proclame la sympathie et l’approbation que lui inspire le but humain et généreux de l’A.I.C. gérant les intérêts des États libres établis dans cette région, et donne ordre aux fonctionnaires des États-Unis, tant sur terre que sur mer, de reconnaître le drapeau de l’Association Internationale à l’égard de celui d’un gouvernement ami ». Il était clair que dans l’esprit des Américains, cette Association disparaîtrait aussitôt que les États libres seraient capables de se gouverner eux-mêmes alors que dans l’esprit de Léopold II, l’Association devait engloutir les États.
Le 8 novembre 1884, Léopold II assura une fois de plus ses arrières quant à la reconnaissance de cette Association Internationale du Congo. Il se conforta de l’appui de la plus forte tête politique de l’Europe grâce à la signature d’une convention entre le colonel Maximilien Strauch et le comte Brandenburg. Cette convention fut suivie par beaucoup d’autres, telles que celle avec la Grande-Bretagne (16 décembre 1884) mais aussi avec l’Italie (19 décembre) ou encore avec l’Espagne (7 janvier 1885). La France fut plus réticente et revendiqua certaines parties du territoire dont elle n’obtint finalement que la région de Niari-Kwilu. Il en fut de même pour le Portugal qui revendiquait l’embouchure du fleuve du Congo. Le traité fut finalement signé avec le Portugal le 14 février 1885 à la suite de fortes pressions par la France, l’Angleterre et l’Allemagne.

### La conférence de Berlin (1885)
La conférence de Berlin a été organisée par différentes nations européennes afin de permettre le partage des territoires d'Afrique et d'éviter d'éventuels affrontements entre eux.
Les principaux objectifs de ce congrès reposaient sur : 
1) la liberté du commerce dans le bassin du Congo ; 
2) la liberté de navigation et 
3) la détermination des formalités nécessaires pour que les occupations nouvelles soient considérées comme effectives.
L’Acte Général fut signé le 26 février 1885 et porta sur la liberté d’exploitation du bassin du Congo afin d’assurer une égale liberté commerciale. Tout État s’engageant à cet acte devait promouvoir la suppression de l’esclavage et de la traite des Noirs.
Le 23 février 1885, le colonel Strauch donna une lettre au Congrès précisant que toutes les puissances présentes à Berlin reconnaissent l’A.I.C., sauf la Turquie. Toutes les envies du roi se trouvèrent satisfaites. Léopold II était parti d’une simple entreprise privée, créée par et pour son compte, ayant un but humanitaire et scientifique. Malgré tout, celle-ci était arrivée à se faire reconnaître comme un État souverain.

Le 16 avril 1885, le roi demanda au conseil des ministres de devenir le souverain du Congo « Roi des Belges, je serais en même temps Souverain d’un autre État ». 

## Dissolution
Le 10 avril 1884, le président américain fut autorisé par le Sénat « à reconnaître le drapeau de l'Association internationale du Congo à l'égal de celui d'un gouvernement ami ». Le 8 novembre 1884, l'Allemagne reconnut pour sa part la souveraineté de l'Association internationale.
L’objectif est donc de faire de l’Association internationale du Congo, un État. Léopold II n’était pas soutenu par l’opinion publique. Par conséquent, il usera de ses propres moyens pour parvenir à ses fins. Cependant, les Chambres législatives et le Gouvernement ont été d’une grande aide.
Pour Stanley et ses collaborateurs, la création de chemins de fer est primordiale pour permettre le commerce et ouvrir d’éventuelles voies de communication. Pour que l’existence de ceux-ci soit possible, il faut un gouvernement responsable, d’où la fondation de l’État Indépendant du Congo dont le souverain est le roi des Belges. L’idée "d’États nègres" ou de colonie internationale n’était alors qu’une hypothèse développée par Léopold II,. L’intention du souverain est de promouvoir le libre commerce et de condamner l’esclavagisme sur l’ensemble des territoires qu’il gouverne.
L’Association internationale du Congo est devenue un État de manière pacifique, cette démarche a facilité les objectifs de Léopold II développés ci-dessus. L’État est donc administré par des Belges et dirigé par Léopold II depuis Bruxelles.
Mais plus l’État se développe et plus les problèmes financiers s’amplifient. C’est une colonie sans métropole et les impôts n’existent pas. Léopold II est le seul à subvenir aux  déficits par et ce grâce à sa fortune. Cependant ses efforts ne seront pas suffisants pour combler les besoins financiers qui augmentent avec le temps.
De plus, Léopold II a permis au colonel Strauch d’occuper la place de plénipotentiaire. Il agit désormais de pleins droits afin de représenter l’État et pour mener à bien sa mission et celle du Roi. Par ce fait, il renonce à ses droits de souveraineté qu’il possédait lorsqu’il était président de l’Association internationale du Congo.
Cet État nouvellement fondé n’a aucun lien avec la Belgique excepté le fait que Léopold II est à la tête des deux entités. Le roi avait songé un moment confier à la reine Marie-Henriette la direction nominale du nouveau gouvernement. Mais ce subterfuge ne pouvait convenir, vu la loyauté dont les Belges avaient toujours fait preuve à l'égard de leurs princes,.
L’association internationale du Congo dont les structures sont reprises par l'Etat Indépendant du Congo est dissoute en 1885.